# Roy Thomas
Roy Thomas (Missouri, 22 de novembro de 1940) é um roteirista e editor de histórias em quadrinhos norte-americano. Thomas foi o sucessor de Stan Lee como editor-chefe da Marvel Comics. Ele é mais conhecido por ter introduzido o personagem Conan, o Bárbaro nos quadrinhos norte-americanos, lançando um gênero de histórias apelidado de espada e feitiçaria e trazendo o criador de Conan, Robert E. Howard, de volta a proeminência. Tem como característica o amor pelos quadrinhos da Era de ouro e seus heróis — particularmente os super-heróis dos idos de 1940, como a equipe conhecida como Sociedade da Justiça. Como autor escreveu os títulos da Marvel: X-Men e Os Vingadores. Da DC Comics:' All-Star Squadron (Comando Invencível), entre muitos outros.

## Carreira
homas se tornou um dos primeiros e ativos membros do fandom de quadrinhos na Era de prata das histórias em quadrinhos americanas. O entusiasmo pelo renascimento dos super-heróis durante esse período levou Bails a criar um fanzine intitulado  Alter-Ego e Thomas, então professor de inglês do Ensino Médio, assumiu o cargo de editor em 1964.
Em 1965, Thomas foi a cidade de Nova Iorque fazer um trabalho na DC Comics, como assistente de Mort Weisinger, então redator das revistas do Superman.
"Eu já tinha escrito um Jimmy Olsen alguns meses antes, enquanto ainda estava em St. Louis", Thomas lembrou. "Trabalhei na DC por oito dias, em junho e julho de 1965". Antes de aceitar um trabalho na Marvel Comics:" Fui empregado após ter feito um teste para escritor' com Stan Lee, e meu primeiro título oficial na Marvel era 'escritor de apoio' (writer staff). Eu não fui empregado como um redator. Fui incumbido de durante 40 horas por semana a datilografar manuscritos com o gerente de produção Sol Brodsky e sua secretária, Flo Steinberg.
Todo o mundo que aparecia no escritório da Marvel passava por mim, e o telefone não parava de tocar. Stan verificava todas as histórias acabadas com Sol, fazendo as correções antes de passar adiante, bem na minha frente, e isso acabava com a minha concentração. Além de me pedir para fazer isto ou aquilo, ou perguntar em que número teria acontecido algo, porque eu sabia muito sobre continuidade de Marvel neste periodo. Rapidamente tornou-se claro que a coisa de datilografo não funcionava, e Stan me promoveu para ser um redator assistente, que imediatamente terminou com toda a minha folga“.

## Marvel Comics
Stan Lee era o redator-chefe da Marvel publications, com seu irmão, Larry Lieber. Thomas recolhia as sobras como escritor por meio período das histórias planejadas por Lee. Thomas logo se tornou o primeiro escritor da Marvel a manter uma presença regular, o que alguns dos veteranos dos quadrinhos como Robert Bernstein, Ernie Hart, Leon Lazarus e Don Rico, e os recém-chegados Steve Skeates e Denny O'Neil (que fora recomendado por Thomas meses antes) não tinham.
O próprio Thomas diz, que sua estréia na Marvel foi na HQ romântica "Whom Can I Turn To? em Modeling with Millie #44 (dez. 1965), um spin-off de Millie the Model — os créditos foram inadvertidamente retirados desta glamourosa produção, resultando que esta estréia ficou fora da maioria dos artigos sobre o autor.
Seu primeiro roteiro de super-herói da Marvel foi uma história do Homem de Ferro, intitulada  "My Life for Yours", publicada em Tales of Suspense #73 (jan. 1966), feito a partir de um rascunho de Stan Lee com a secretaria Steinberg. Thomas estima que Lee re-escreveu metade da história.
Outros esforços de Thomas foram os quadrinhos românticos para adolescentes na Marvel com títulos como Patsy e Hedy #104-105 (fevereiro - abril de 1966) e duas histórias do "Doutor Estranho", planejadas por Lee e Steve Ditko, em Strange Tales #143-144 (abril-maio de 1966). Por este tempo ele também escreveu duas histórias para a Charlton Comics como autor freelancer:  "The Second Trojan War" na revista Vulcan´s Son #50 (janeiro de 1966) e "The Eye of Horus"  em Blue Beetle #54 (março 1966). "Quando Stan viu as histórias escritas por mim para a Charlton no estilo de Gardner Fox, ficou muito impressionado" e logo lhe deu seu primeiro título regular. Thomas diz. "Foi uma boa coisa eu já ter meu trabalho na Marvel neste ponto! Eu acho que fui à pessoa certa, no momento certo e no lugar certo. Se fosse outra pessoa que estivesse ali, não teria dado tão certo".
O primeiro título da Marvel dado a Thomas que o escreveu por um grande período foi a série da Segunda Guerra Mundial, Sgt. Fury and his Howling Commandos, iniciando com o número #29 (abril 1966) e continuando até o #41 (abril 1967), incluindo o anual de 1966 e Sgt. Fury Special #2. Depois foi o redator do super-grupo de mutantes X-Men, números 20 a 42 (maio 1966 - março 1968). Finalmente, se encarregou dos Vingadores, começando em The Avengers #35 (dezembro de 1966) e continuando até o meio da década de 1970. Essa notável carreira foi marcada por um forte sentimento de continuidade, e com histórias que reuniam todos os personagens do universo da Marvel, como a o crossover Guerra Kree-Skrull nos números  #89-97 (junho 1971 - março 1972).
Thomas retornou aos X-Men no número #56 (maio 1969) quando a série estava para ser cancelada. Todos os esforços para salvá-la falharam — o título terminou com o número #66 — Thomas colaborou com o desenhista Neal Adams a partir do #63 (dez. 1969).
Em 1972, quando Lee se tornou diretor da Marvel, Thomas sucedeu-o como redator-chefe. Thomas neste tempo tinha lançado Conan, o Barbaro, um sucesso que abriria caminho para outras adaptações literárias, combinando um texto ágil com ilustrações de Barry Windsor-Smith. Ele lançou novos títulos com a incomum série de "des-unidos" Defensores, ajudou a criar novos personagens como o Motoqueiro Fantasma e por detrás da cena trabalhou para lançar uma versão dos X-Men que enfim ressurgiria como um campeão de vendas da editora.
Thomas, deixou o cargo de redator em agosto de 1974 mas continuou a escrever as histórias de Conan para a Marvel Comics, que lançou também uma revista em formato magazine impressa em branco e preto intitulada de Savage Sword of Conan.
Ele continuou colaborando com a Marvel escrevendo os títulos principais, incluindo as principais marcas da empresa Quarteto Fantástico e The Amazing Spider-Man. Lançou What If... (O que aconteceria se...), um título que explorou histórias de vários heróis Marvel, dando-lhes continuidades diferentes das seguidas pela cronologia normal das revistas. Além disso, ele continuou a exprimir seu amor pela Era de Ouro dos quadrinhos escrevendo a série dos Invasores com os heróis daquela época.
Foi o artífice da adaptação do filme Star Wars pela Marvel.

## DC Comics e posterior carreira
Em 1981, depois de varios anos de trabalho autonomo para a Marvel e de uma disputa com o redator-chefe Jim Shooter, Thomas assinou um contrato de exclusividade por três anos com a DC. Ali ele começou a escrever a revista da Mulher Maravilha e, com o desenhista Gene Colan, que atualizou as roupas do personagem. Ele também criou a série espada e feitiçaria Arak, Son of Thunder e o divertido Captain Carrot and his Amazing Zoo Crew'.
Thomas realizou um sonho de infância ao escrever para a Sociedade da Justiça. Ressuscita o grupo da Era de ouro em Liga de Justiça da América #193 e continua em Comando Invencível, escrevendo aventuras retrô com os combatentes da Segunda Guerra Mundial. Além dos heróis da Sociedade  da Justiça, Thomas também ressuscitou  personagens como Liberty Belle, Johnny Quick,  Shining Knight, Robotman, Firebrand, o Tarantula, e Neptune Perkins. Ele também reorganizou a complicada e às vezes contraditória continuidade da Sociedade  da Justiça.
Thomas e o desenhista Jerry Ordway lançaram um subproduto de Sociedade  da Justiça, a Corporação Infinito, com aventuras atuais com os filhos de membros da Sociedade.
Em 1985, assinou um segundo contrato de três anos. Com a saida de Jim Shooter, Thomas retornou a Marvel, escrevendo histórias para o Doutor Estranho, Thor, Vingadores da Costa Oeste, e Conan, freqüentemente com a co-autoria da sua esposa, Dann Thomas.
Durante os idos de 1990, Thomas começou a trabalhar menos para Marvel e DC, mudando-se para as empresas independentes.  Escreveu adaptações das série de TV Xena - A Princesa Guerreira e Hércules para Topps Comics e colaborou numa adaptação de O Anel do Nibelungo de Richard Wagner com desenhos de Gil Kane. Ele também começou a escrever mais para outros meios de comunicação, incluindo televisão, e relançando o fanzine Alter Ego como uma revista tradicional.
Anthem, uma série de Thomas e os artistas Daniel Acuña e Jorge Santamaria Garcia, sobre super-heróis da Segunda Guerra Mundial numa realidade alternativa, começou a ser publicado pela Heroic Publishing em janeiro de 2006.

## Prêmios
Thomas ganhou em 1969 Prêmio Alley por Melhor Escritor. Ele mais tarde ganhou em 1971 pela Premio Shazam na categoria Melhor Escritor (Divisão Dramática), seguido por um outro Shazam em 1973 na categoria Melhor História Individual ("Song of Red Sonja", com desenhos de Barry Smith, em Conan,the Barbarian #24), e e outro na categoria Realização Superior como um Indivíduo.

## Citações
John Romita ao lhe ser oferecido a posição de redator-chefe da Marvel e recusar: "Eu acho que ao ver Roy Thomas desistir em 1974. E o trabalho que ele fez depois — percebi que não teria tempo para ser criativo. Apenas teria que apagar um incêndio a cada dia".